# Nicolas Ducos
Pour les articles homonymes, voir Ducos.
Nicolas Ducos, né à Dax le 27 mars 1756, et mort à Montfort-en-Chalosse le 12 octobre 1823, est un général français de la Révolution et de l’Empire. Il participe aux campagnes napoléoniennes en Allemagne et en Espagne.

## Biographie
Nicolas Ducos est le fils cadet de Philibert Ducos (1713-1771) et de Jeanne-Marie Leclercq (1716-1775). Il est notamment le frère de Roger Ducos (1747-1816), homme politique et 3e consul de Bonaparte.
Il entre au service comme simple soldat dans le régiment de Bourbonnais  le 15 février 1774, il y reste jusqu'au 24 novembre 1777, il passe le 24 mars 1778 dans le régiment de Hainaut, il fait les campagnes d'Amérique de 1782 et 1783.
Il est nommé sergent le 23 août 1784, sergent-major le 7 juin 1791, adjudant sous-officier le 19 juin 1792, et lieutenant le 25 septembre suivant. Il fait les guerres de la Révolution, passe, en l'an II, à l'armée d'Italie, il est adjoint à l'adjudant-général Chabran le 15 thermidor an III (2 août 1795), il se distingue à Castiglione le 5 août 1796. 
Il est nommé capitaine le 5 vendémiaire an V (26 septembre 1796), chef de bataillon le 1er nivôse (21 décembre 1796). Le 19 ventôse an V (8 janvier 1797) , il devient aide-de-camp de Masséna, et chef de brigade le 15 germinal an VII (4 avril 1799). 
Adjudant-commandant à l'armée de réserve le 15 floréal suivant (4 mai 1799), il est promu général de brigade à l'armée d'Italie le 7 floréal an X (27 avril 1802). Membre de la Légion d'honneur 19 frimaire an XII (11 décembre 1803), officier de l'ordre le 25 prairial an XII (14 juin 1804, il est élu, le 29 thermidor an XII (17 août 1804), par le Sénat conservateur, député des Landes au Corps législatif. 
Il siège que pendant deux législatures, avant d’être envoyé à l'armée d'Espagne en mars 1808. Il force le défilé de la Venta del Escudo, et contribue pour la plus grande part à la victoire de Medina del Riosecco le 14 juillet 1808. Il est promu commandeur de la Légion d'honneur le 4 septembre 1808. 
Le 10 juin 1809 il est envoyé à l’armée de réserve d’Allemagne, et le 11 mai 1810, il passe, en qualité de commandant supérieur, à l'île de Schouwen, il est créé Baron de l'Empire le 17 mai 1810, et il est nommé en 1813, gouverneur de la citadelle d'Anvers. 
À la restauration il est décoré de la croix de chevalier de Saint-Louis le 5 novembre 1814, et il est admis à la retraite le 27 janvier 1815. 
Remis en activité pendant les Cent-Jours, il est chargé de commander la place de Longwy le 3 mai 1815, qu'il défend pendant deux mois et demi, avec une garnison de 300 hommes contre 18 000 Prussiens, commandés par le prince de Hesse-Hombourg. Celui-ci, qui veut s'emparer de la place, ne cesse de la bombarder, même quand les assiégés eurent hissé le drapeau blanc au nom et par ordre du roi. Sommé de se rendre, Ducos répond « qu'il y songerait, quand son mouchoir brûlerait dans sa poche ». La place se rend le 15 septembre 1815.
Il est mis à la retraite avec effet au 1er août 1815, il se retire à Montfort-en-Chalosse, où il meurt le 12 octobre 1823.